# Josep Soler
Josep Soler – hiszpański działacz sportowy.
Był prezesem katalońskiego klubu piłkarskiego FC Barcelona od 6 października 1905 do 1 października 1906. Jego poprzednikiem był Arthur Witty, a następcą Juli Marial. Za czasów jego rządów zespół zmagał się ze słabymi wynikami sportowymi, problemami organizacyjnymi i społecznymi.
Soler jest jedną z najbardziej tajemniczych postaci wśród prezesów Barçy. Oprócz tego, że stał na czele klubu nic o nim wiadomo. Przypuszcza się, że mógł być on także zawodnikiem tego klubu, ponieważ w owym czasie jego działacze często byli piłkarzami.